# Andrzej Stanisław Szwarc
Andrzej Stanisław Szwarc (ur. 8 maja 1951) – polski historyk, profesor nadzwyczajny Uniwersytetu Warszawskiego (Instytut Historyczny). Wykłada również w Akademii Humanistycznej im. Aleksandra Gieysztora w Pułtusku na Wydziale Historycznym.

## Życiorys
Syn Haliny Szwarc. Magisterium (1973), doktorat (1978), habilitacja (1991), Zatrudniony w Instytucie Historycznym UW od 1973 kolejno jako doktorant, starszy asystent, adiunkt od 1979, profesor nadzwyczajny od 1995. Kierownik Studium Zaocznego Historii w latach 1993–2002. Członek Komisji Historii Kobiet Komitetu Nauk Historycznych PAN. Członek redakcji Przeglądu Historycznego od 1974, Przewodniczący Rady Naukowej Archiwum UW 1996-1999, od 2004 koordynator Zespołu Badawczego Historii Społecznej Polski XX i XX wieku. Członek Komitetu Głównego Olimpiady Historycznej.
Zainteresowania naukowe: historia społeczna Polski i powszechna w XIX-XX w.; historia kobiet, polskiej myśli politycznej i relacje polsko-rosyjskie w XIX i początkach XX w.

## Wybrane publikacje
- Od Wielopolskiego do Stronnictwa Polityki Realnej: zwolennicy ugody z Rosją, ich poglądy i próby działalności politycznej (1864-1905), Wydział Historyczny UW, Warszawa 1990
- Pod obcą władzą: 1795-1864, Warszawa 1997
- 100 postaci, które tworzyły historię Polski (wraz z: Paweł Wieczorkiewicz i Marek Urbański), Warszawa 2002
- Unifikacja za wszelką cenę. Sprawy polskie w polityce rosyjskiej na przełomie XIX i XX wieku (wraz z: Paweł Wieczorkiewicz), Warszawa 2002
- Od Mieszka I do Jana Pawła II. Kompaktowa historia Polski (współautor, 58 mini-wykładów z historii Polski w latach 1795–1905), Warszawa 2005
- Kto rządził Polską? (wraz z: Paweł Wieczorkiewicz i Marek Urbański), Warszawa 2007, ISBN 978-83-7311-867-6.